# Liste der Bodendenkmäler in Bad Endorf
Auf dieser Seite sind die Bodendenkmäler in dem oberbayerischen Markt Bad Endorf zusammengestellt. Diese Tabelle ist eine Teilliste der Liste der Bodendenkmäler in Bayern. Grundlage ist die Bayerische Denkmalliste, die auf Basis des Bayerischen Denkmalschutzgesetzes vom 1. Oktober 1973 erstmals erstellt wurde und seither durch das Bayerische Landesamt für Denkmalpflege geführt wird. Die folgenden Angaben ersetzen nicht die rechtsverbindliche Auskunft der Denkmalschutzbehörde.

## Bodendenkmäler in Bad Endorf

### Bodendenkmäler in der Gemarkung Bad Endorf
| Lage                  | Objekt | Akten-Nr.     | Bild |
| --------------------- | --- | ------------- | ---- |
| Bad Endorf (Standort) | Villa rustica der römischen Kaiserzeit. | D-1-8039-0013 |      |
| Bad Endorf (Standort) | Straße der römischen Kaiserzeit (Teilstück der Trasse Augsburg-Salzburg).                                                                                        | D-1-8039-0053 |      |
| Bad Endorf (Standort) | Untertägige mittelalterliche und frühneuzeitliche Befunde und Funde im Bereich der Katholischen Pfarrkirche St. Jakobus in Bad Endorf und ihrer Vorgängerbauten. | D-1-8039-0067 |      |
| Bad Endorf (Standort) | Untertägige mittelalterliche und frühneuzeitliche Befunde und Funde im Bereich der Katholischen Filialkirche St. Michael in Teisenham.                           | D-1-8039-0070 |      |
| Bad Endorf (Standort) | Untertägige mittelalterliche und frühneuzeitliche Befunde und Funde im Bereich der Katholischen Filialkirche St. Petrus in Patersdorf und ihres Vorgängerbaus.   | D-1-8039-0072 |      |

### Bodendenkmäler in der Gemarkung Hemhof
| Lage              | Objekt | Akten-Nr.     | Bild |
| ----------------- | --- | ------------- | ---- |
| Hemhof (Standort) | Straße der römischen Kaiserzeit (Teilstück der Trasse Augsburg-Salzburg). | D-1-8039-0017 |      |
| Hemhof (Standort) | Burgstall des hohen Mittelalters (Zickenburg). | D-1-8040-0131 |      |
| Hemhof (Standort) | Burgstall des hohen Mittelalters (Zinnenburg). | D-1-8040-0132 |      |
| Hemhof (Standort) | Untertägige mittelalterliche und frühneuzeitliche Befunde im Bereich von Schloss Hartmannsberg und seiner Vorgängerbauten.                                                           | D-1-8040-0191 |      |
| Hemhof (Standort) | Untertägige mittelalterliche und frühneuzeitliche Befunde und Funde im Bereich der Katholischen Filialkirche St. Rupert und Laurentius in Stephanskirchen und ihrer Vorgängerbauten. | D-1-8040-0193 |      |

### Bodendenkmäler in der Gemarkung Hirnsberg
| Lage                 | Objekt | Akten-Nr.     | Bild |
| -------------------- | --- | ------------- | ---- |
| Hirnsberg (Standort) | Burgstall des hohen und späten Mittelalters (Speckerturm). | D-1-8139-0019 |      |
| Hirnsberg (Standort) | Burgstall des hohen Mittelalters (Hirnsberg). | D-1-8139-0020 |      |
| Hirnsberg (Standort) | Untertägige mittelalterliche und frühneuzeitliche Befunde und Funde im Bereich der Katholischen Filialkirche Mariä Himmelfahrt in Hirnsberg und ihrer Vorgängerbauten. | D-1-8139-0224 |      |
| Hirnsberg (Standort) | Untertägige mittelalterliche und frühneuzeitliche Befunde im Bereich der Katholischen Filialkirche St. Andreas in Thalkirchen-Rain und ihrer Vorgängerbauten.          | D-1-8139-0230 |      |

### Bodendenkmäler in der Gemarkung Mauerkirchen i.Chiemgau
| Lage                               | Objekt | Akten-Nr.     | Bild |
| ---------------------------------- | --- | ------------- | ---- |
| Mauerkirchen i.Chiemgau (Standort) | Untertägige mittelalterliche und frühneuzeitliche Befunde im Bereich der Katholischen Filialkirche St. Johannes und Paulus in Mauerkirchen i. Chiemgau und ihrer Vorgängerbauten mit aufgelassenem Friedhof. | D-1-8139-0025 |      |
| Mauerkirchen i.Chiemgau (Standort) | Brandgräber der mittleren römischen Kaiserzeit. | D-1-8139-0026 |      |
| Mauerkirchen i.Chiemgau (Standort) | Pestfriedhof der frühen Neuzeit. | D-1-8139-0027 |      |
| Mauerkirchen i.Chiemgau (Standort) | Siedlung vor- und frühgeschichtlicher Zeitstellung, u. a. des Neolithikums, der späten Latènezeit und der römischen Kaiserzeit.                                                                              | D-1-8139-0031 |      |
| Mauerkirchen i.Chiemgau (Standort) | Untertägige mittelalterliche und frühneuzeitliche Befunde und Funde im Bereich der Katholischen Filialkirche Mariä Himmelfahrt in Antwort und ihrer Vorgängerbauten.                                         | D-1-8139-0226 |      |

### Bodendenkmäler in der Gemarkung Rimsting
| Lage                | Objekt                                             | Akten-Nr.     | Bild |
| ------------------- | -------------------------------------------------- | ------------- | ---- |
| Rimsting (Standort) | Siedlung oder Gräberfeld der römischen Kaiserzeit. | D-1-8140-0169 |      |